# الوسطى (تعز)
الوسطى هي إحدى قرى الجمهورية اليمنية. تتبع جغرافيا لمحافظة تعز وإداريًا لمديرية الشمايتين. يبلغ تعداد سكانها 4193 نسمة حسب الإحصاء الذي أجري عام 2004.